# B2b

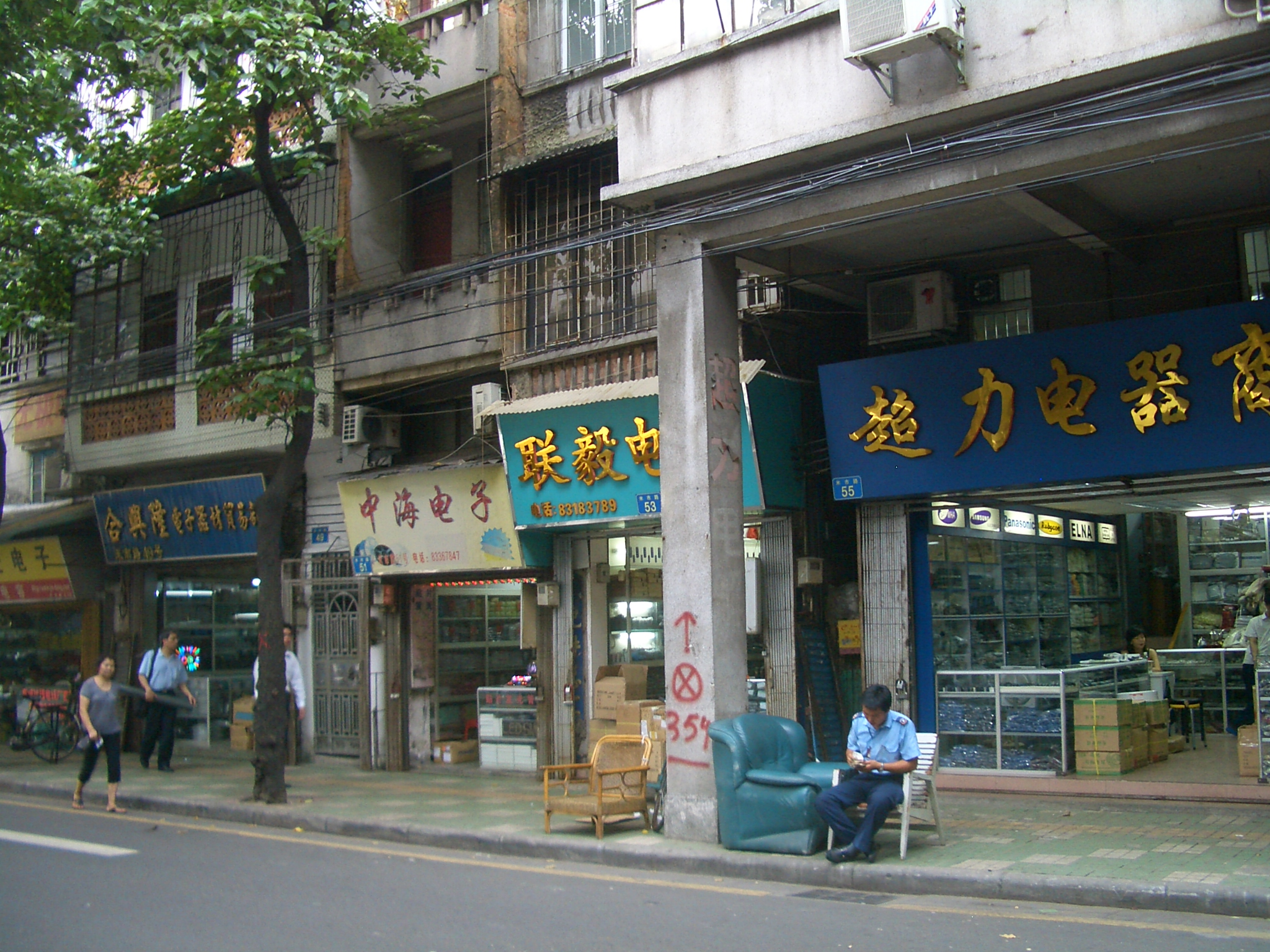
Een straat in Guangzhou, waar bedrijven elektronische halffabricaten verkopen aan andere bedrijven, die er vervolgens voor de consument bruikbare apparaten van maken.

B2b is een internationale aanduiding voor business-to-business: bedrijven aan bedrijven. Meestal betreft het bedrijven die specifiek zakendoen met andere bedrijven. Voorbeelden hiervan zijn productiebedrijven, groothandels, zakenbanken en hostingbedrijven die niet op de particuliere markt actief zijn.
In het Nederlands is de standaardnotitie b2b, net zoals het b2a en b2c is. De afkorting btb is ook in gebruik.
Een bekende detailhandel die alleen zakendoet met andere bedrijven is de zelfbedieningsgroothandel Makro. Men kan bij dit bedrijf slechts inkopen doen als men staat ingeschreven bij de Kamer van Koophandel en beschikt over een speciale inkooppas die door de zelfbedieningsgroothandel aan de ondernemer is verstrekt. Consumenten kunnen bij b2b-bedrijven géén inkopen doen.
Ook wordt de term b2b gebruikt om binnen ondernemingen een bepaalde sectie aan te duiden. Hierbij is dan de b2b-afdeling gericht op de zakelijke dienstverlening, terwijl elders in hetzelfde bedrijf aan particulieren verkocht kan worden.